# Argia fulgida
Argia fulgida är en trollsländeart som beskrevs av Navás 1934. Argia fulgida ingår i släktet Argia och familjen dammflicksländor. Inga underarter finns listade i Catalogue of Life.